# Podkraj pri Mežici
Podkraj pri Mežici is een plaats in Slovenië en maakt deel uit van de gemeente Mežica in de NUTS-3-regio Koroška. De plaats telde 120 inwoners op 1 januari 2020.